# Antonio Soto Bisquert
Antonio Soto Bisquert fou un efímer alcalde de València el 1976. Era notari de professió i dins el consistori municipal fou regidor pel terç de corporacions, tinent d'alcalde i president de la Comissió de Cultura. Fou alcalde entre gener i febrer de 1976, durant les eleccions corporatives que retornaren l'alcaldia a Miguel Ramón Izquierdo. Després del franquisme continuà treballant com a notari fins que es jubilà el 2003.